# Pias (Monção)
Pias ist eine Gemeinde (Freguesia) im nordportugiesischen Kreis Monção. In ihr leben 763 Einwohner (Stand 19. April 2021).